# ミレニアム・ドーム

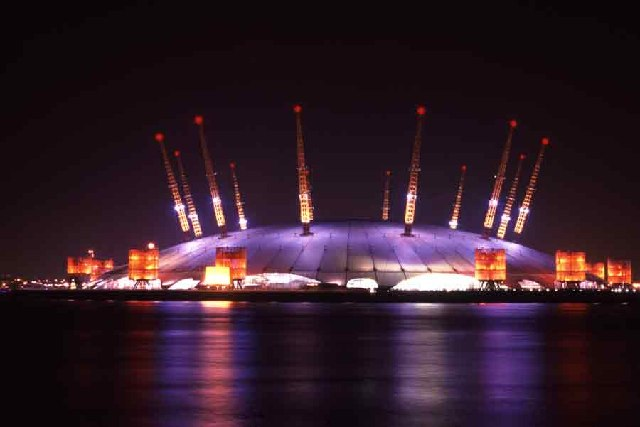
ライトアップされたミレニアム・ドーム

ミレニアム・ドーム（英: Millennium Dome）は、イングランドのロンドン南東部グリニッジ半島にある世界最大のドームの旧称。現在は複合施設「The O2」となっている。

## 概説
ドームは12本の黄色いマストからケーブルによって吊られている。設計者はリチャード・ロジャース。
イギリスのミレニアムプロジェクト（2000年記念事業）の一環で「Millennium Commission」が開発の支援をしており、2000年1月1日に「ミレニアム・ドーム」という名称で一般公開された（開会式は前日の1999年12月31日）。このドームは当初、展覧会「ミレニアム・エクスペリエンス」の開催を主な目的としていたが、プロジェクトには収益の悪化など相当な問題があり、同年12月31日、展覧会終了と同時に一時閉鎖となった。
2005年にアンシュッツ・エンターテイメント・グループが命名権を取得（※投資プログラムの一環で命名権は同年、イギリスの携帯電話会社O2に売却）して当ドームの再開発を行い、大規模娯楽施設「The O2」として2007年6月23日に再開業している。
施設内ではジェム・ファイナーが作曲した「ロングプレイヤー」（Longplayer）という、「演奏時間が1000年かかる曲」が2000年1月1日に演奏を開始した。上述のドーム閉鎖中および「The O2」再開業後も継続されており、2999年12月31日に終了する予定である。

## 構造

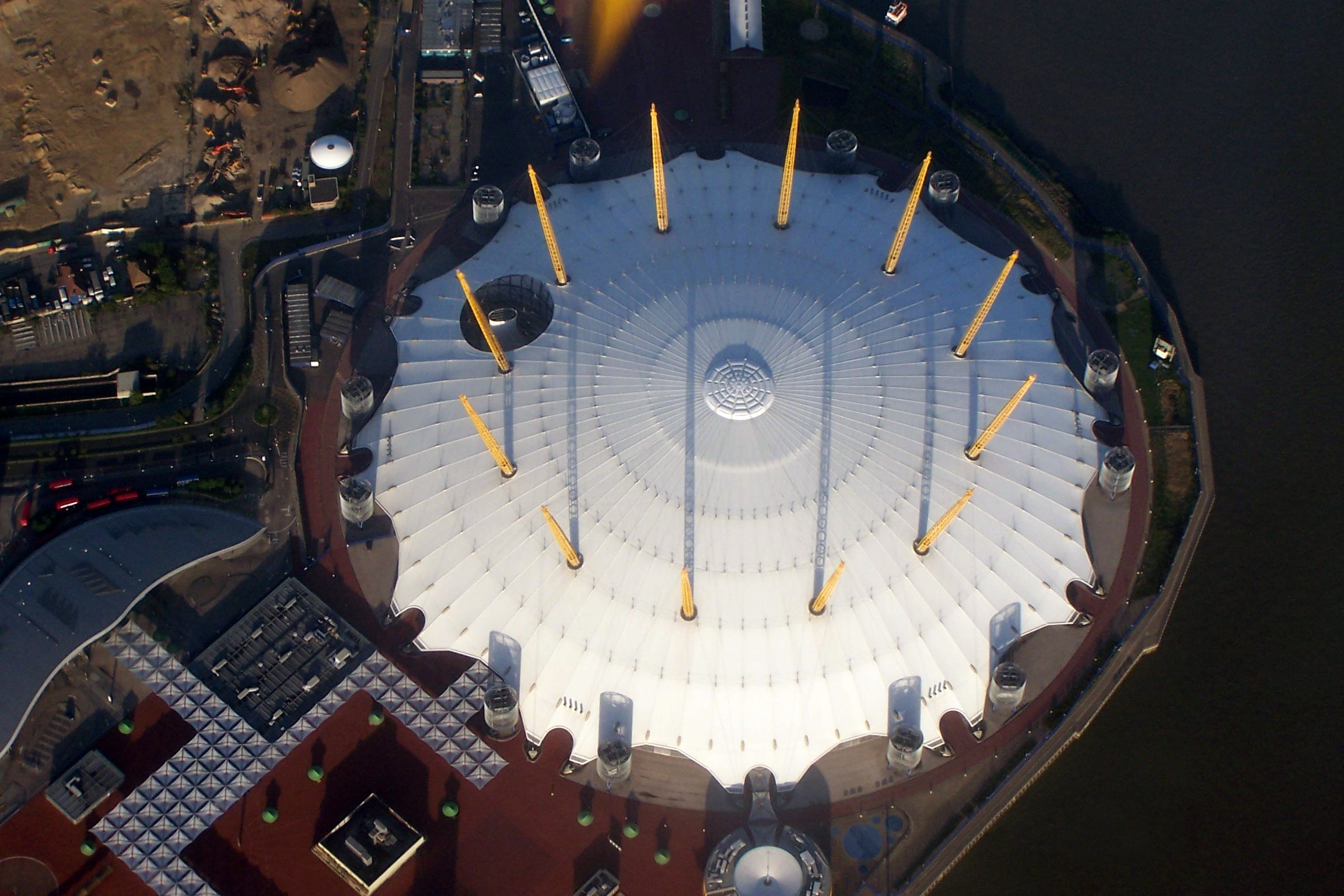
上空からの俯瞰

ミレニアム・ドームは、単一の屋根を持つ構造物としては世界最大規模のものである。その外観は100mの高さの黄色いマストに吊られた巨大な天幕である。ちょうど正円を12等分した位置に立つマストは、12の「時間」と「月」を表現し、グリニッジ標準時の役割を象徴している。屋根は貝殻のように波打った円形であり、直径は365mであるが、この数字も「1年=365日」を象徴した値となっている。1951年の英国博覧会に際して建造された Dome of Discovery を回顧する意味をも持つ。
この象徴的で巨大な建物は英国のランドマークのひとつとして著名となっており、ロンドンの航空写真でもよく目立った存在である。

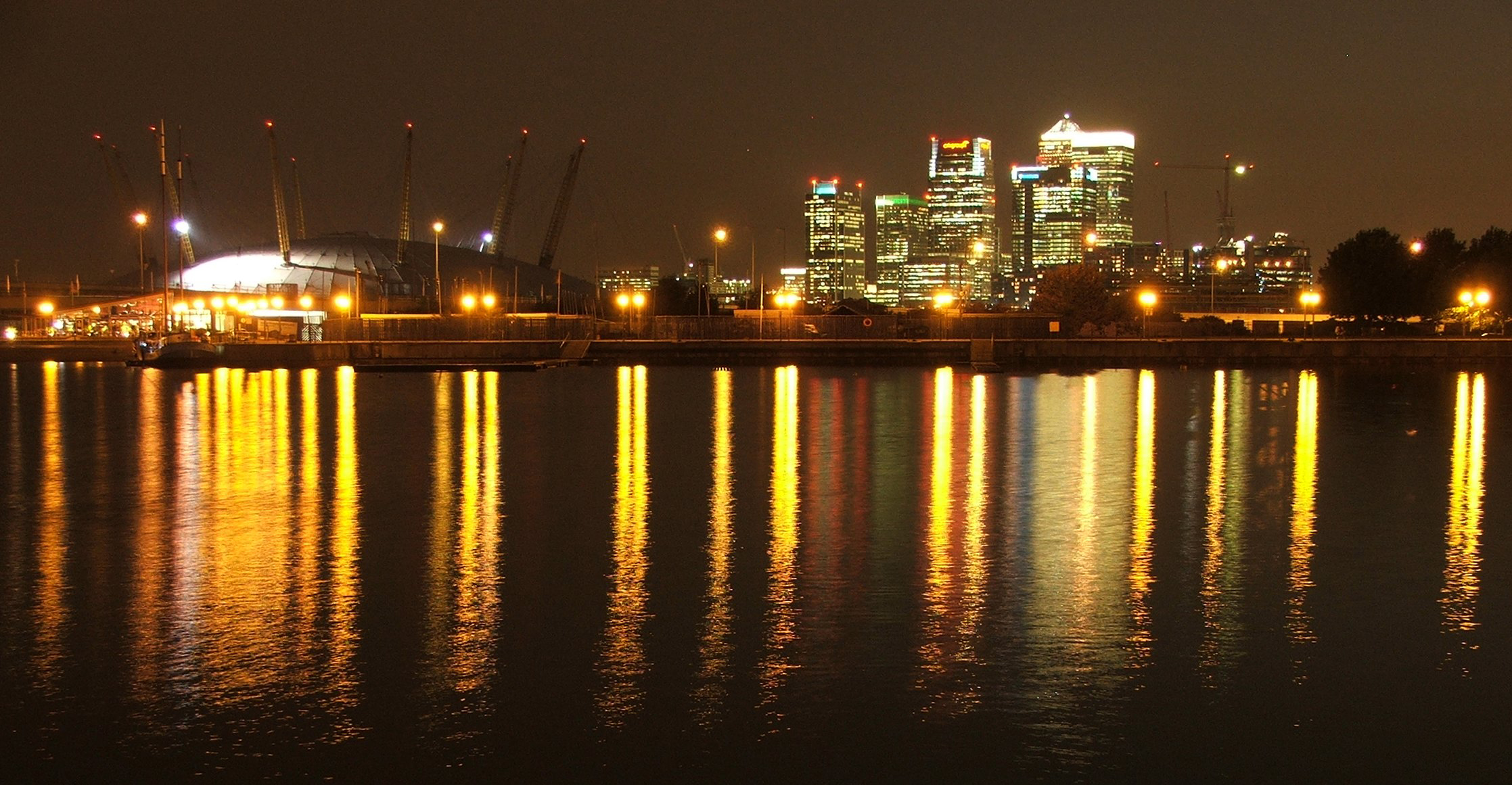
ミレニアム・ドームとカナリー・ワーフ

設計はリチャード・ロジャース卿、監理はロバート・マッカルパイン卿である。構造設計はビューロー・ハッポルド社によるもので、膜構造の屋根の重量がドーム内に含まれる空気よりも軽いという、徹底した軽量構造である。（厳密にいえば完全なセルフサポートではないものの）ケーブルネットワークの吊構造である。天蓋はテフロンでコーティングされた耐候性のガラス繊維製で、中央の高さは50m。ブラックウォール・トンネルからの通風口のせり上がりなどの細部を除けば、ほぼ対称形をなしている。
このプロジェクトでは、ドームの建造以外に、グリニッジ半島全体の再開発も行われた。もともと、1951年の英国博覧会の開催地の選定の理由のひとつとして、この地域の再生も含まれていた。当時、1889年から1985年までのガス製造業の影響で、半島付近には有害な廃棄物が堆積していた。マイケル・ヘーゼルタイン副首相は、ロンドン都心の過密状態を緩和するためにも、この地区の汚染を解消して利用可能にすることに対して積極的であった。そしてロンドン東部とテムズ川南部の大規模再開発のための法案を出し、「テムズ・ゲートウェイ」計画を始動させた。

## ミレニアム・エクスペリエンス

ショー

ミレニアム・エクスペリエンス（Millennium Experience）は1999年12月31日から1年間開催された博覧会である。なお、閉幕後にニュー・ラナークのビジターセンターにて、「ニュー・ミレニアム・エクスペリエンス」が開催されている。

### パビリオン
Who we are
- Body
- Mind
- Faith
- Self Portrait

What we do
- Work
- Learning
- Rest
- Play
- Talk
- Money
- Journey

Who we live
- Shared Ground
- Living Island
- Home Planet

## 歴史
- 1994年 - ミレニアム委員会を発足。
- 1995年 - CEOにジェニー・ページを任命。
- 1996年 - ミレニアム・ドームをグリニッジ半島に建設することで決定。
- 1998年 - 着工。
- 1999年9月 - 竣工。
- 1999年12月31日 - ミレニアム・エクスペリエンス開会式。
- 2000年1月1日 - 一般公開開始。
- 2000年12月22日　- ミス・ワールド決勝が行われる[3]
- 2000年12月31日 - 一般公開終了。期間中600万人が来場。目標の1200万人の半分しか届かず。
- 2001年2月 - ミレニアム・ドームの入札が行われ、メリディアン・デルタが複合施設の方針を示す。
- 2003年 - ウィンター・ワンダーランド開催。
- 2005年 - メリディアン・デルタのサブリースによりミレニアム・ドームの再開発を手がけるアンシュッツ・エンターテイメント・グループ（AEG）は、命名権をイギリスの携帯電話会社O2に売却、再開発施設の名称が「The O2」に正式決定。
- 2007年6月24日 - The O2が正式開業。また、ボン・ジョヴィのライブでThe O2内の「O2アリーナ」がこけら落とし[4]。